# Louis-Auguste Brun
Pour les articles homonymes, voir Brun.
Louis-Auguste Brun, dit « Brun de Versoix », né le 3 octobre 1758 à Rolle et mort le 8 octobre 1815 à Paris, est un peintre paysagiste, animalier et portraitiste suisse, et un homme politique français.
Artiste à la cour de Louis XVI et Marie-Antoinette, il est spécialisé dans les portraits équestres et les scènes de chasse.

## Biographie

### Famille
Louis-Auguste Brun est issu d'une famille protestante du Dauphiné. Son arrière-grand-père, Pierre Marc Brun, était ingénieur du roi et avait dû se réfugier à Lausanne à la suite de la révocation de l'édit de Nantes. Son grand-père, Jean-David (1691-vers 1761), lui aussi ingénieur et architecte, était attaché aux mines et salines de Bex, tandis que son père, Pierre-Marc Brun, était ébéniste et se fixa à Rolle, dont il obtint la bourgeoisie en 1754. Louis Auguste épouse en 1778 une jeune fille de Rolle, Jeanne Martin, qui lui donne une fille mais meurt en 1781. Le peintre se remarie en 1795 avec Marie Dunant, fille de notables genevois, dont il aura sept enfants, quatre garçons et trois filles. Un frère cadet de Louis-Auguste, prénommé Samuel (né en 1762), exerce lui aussi une activité de peintre.

### Formation
Louis-Auguste Brun voulant exercer un métier artistique, entre comme apprenti en 1771 dans l'atelier de Jean-Antoine Brun (1722-1785), peintre exerçant alors à Rolle. Contrairement à ce qui a été dit, cet artiste homonyme, originaire Prilly, était sans relation de parenté avec le jeune homme. La même année, les deux Brun, maître et apprenti, s'associent au peintre Jacques Henri Sablet « pour faire des tapisseries en peinture sur toile », Sablet s'engageant à enseigner au jeune homme l'architecture et ses dépendances. Parallèlement, les deux Brun travaillent à des portraits et panneaux peints qui ornent les châteaux de Vincy, de Bursinel, et peut-être aussi de la grande demeure vigneronne de Malessert à Perroy. En 1775, Louis-Auguste Brun est introduit au château de Coppet, puis au château de Prangins, où il rencontre notamment Pierre-Louis de La Rive, auprès de qui il poursuit sa formation dans la mouvance de l'école genevoise de paysage.
Après un voyage en Allemagne avec son ami de La Rive (1776-1777) il rentre en Suisse et revient à Prangins où il rencontre Jens Juel, qui conforte alors son orientation vers l'art du portrait tandis que Paul-Benjamin de Lessert, propriétaire du manoir de Bougy-Saint-Martin, lui transmet sa passion pour le cheval.

### Succès
En 1780, appelé à Turin par Lord Mountstuart, envoyé extraordinaire du roi d'Angleterre à la cour de Piémont-Sardaigne, il travaille pour le roi Victor Amédée III.
À la fin de l'année 1781, il arrive à Paris, où il s'inscrit à l'Académie royale de peinture et de sculpture comme élève de Jean-Baptiste Marie Pierre.
Il travaille ensuite rapidement pour le duc Louis d'Albert de Luynes puis à la cour de Versailles et devient l'un des portraitistes de la reine Marie-Antoinette, du roi Louis XVI, des comtes et comtesses de Provence et d'Artois, mettant souvent ses modèles en scène, dans le cadre de portraits équestres ou de scènes de chasse.

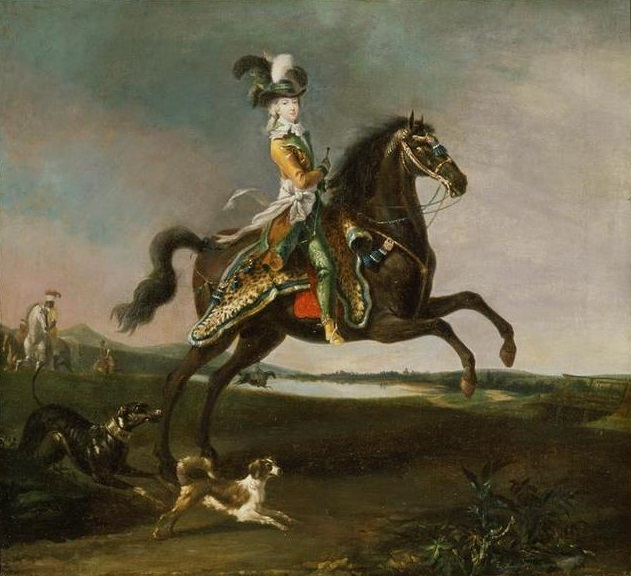
Portrait équestre de la reine Marie-Antoinette, fin du XVIIIe siècle.
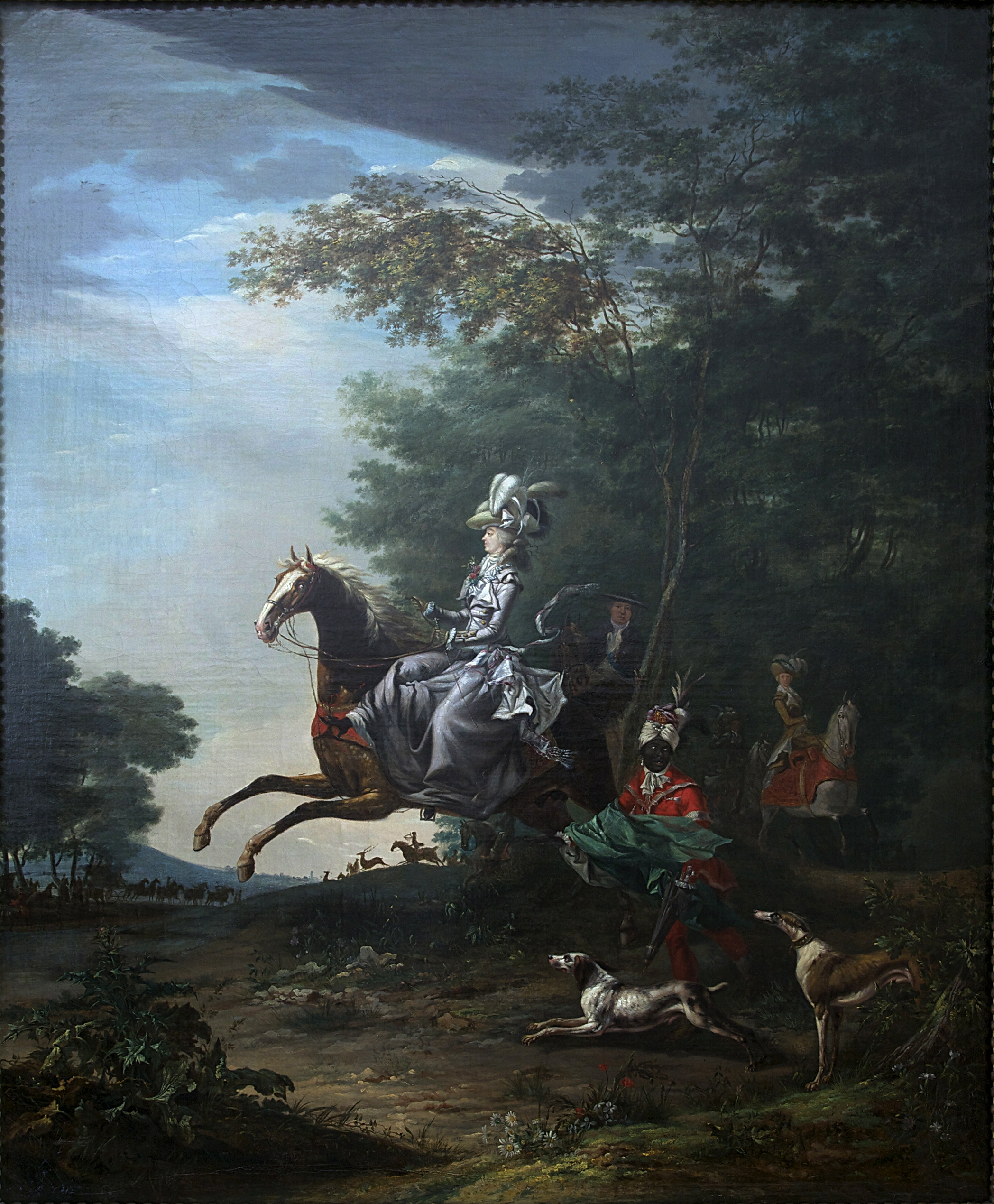
Marie-Antoinette chassant à courre, 1783.
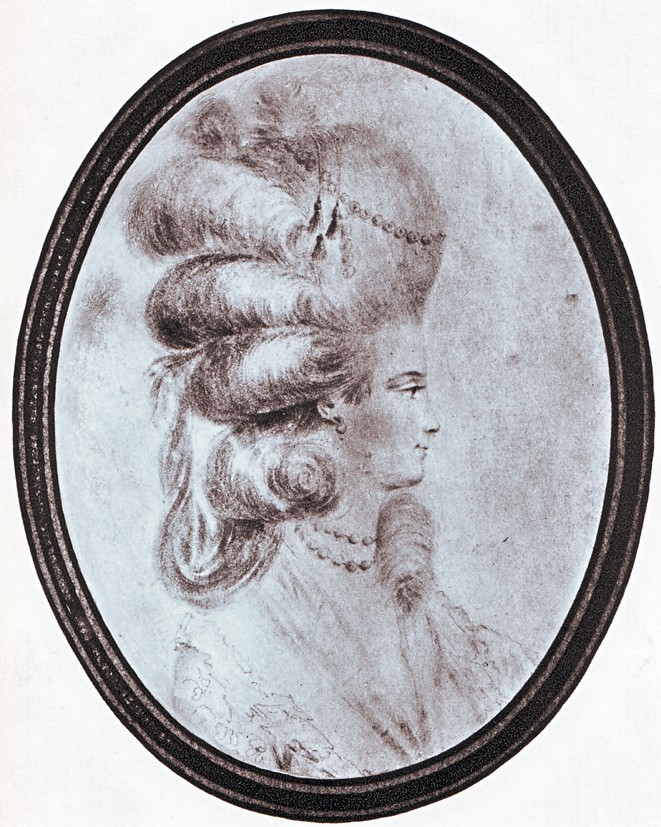
Portrait de Marie-Thérèse de Savoie, 1780.

### Carrière politique
En 1789, il rejoint la région lémanique et s'installe à Versoix où il acquiert en 1792 le domaine de « Fleur d'eau ». Entre 1796 et 1797, parallèlement à ses activités artistiques, il joue un rôle actif dans la révolution vaudoise, mais, d'opinion libérale, il reste reconnaissant envers la reine à laquelle, selon ses premiers biographes, il aurait rendu visite au Temple et se serait chargé d'une lettre pour les princes émigrés à Francfort. Mythe ou réalité? En tout cas, Brun se trouvait effectivement à Paris en mars-avril 1793. Dénoncé à son retour à Versoix, et bien que la fouille de sa correspondance n'ait pas révélé de lettres compromettantes, il est expulsé de France et doit se réfugier à Genève.
Entre 1796 et 1797, son ami La Harpe l'utilise comme agent pour la diffusion de ses écrits et de ses directives au Pays de Vaud.
À partir de l'année 1801, Louis-Auguste abandonne la peinture pour devenir collectionneur et marchand d'art, spécialisé dans les écoles flamande et hollandaise du   XVIIe siècle.
Il s'adonne aussi à la politique, devenant notamment maire de Versoix, alors commune française, de 1801 à 1807. Pendant les Cent-jours, il accueille Lucien et Joseph Bonaparte dans sa commune puis, en tant que délégué du département de l'Ain, il se rend à Paris pour assister à l'assemblée du Champ-de-mai, convoquée le 1er juin 1815 par Napoléon Ier. Il y meurt le 8 octobre 1815, d'une fluxion de poitrine.